# バジャーン郡
バジャーン郡(バジャーンぐん、ネパール語：बझाङ जिल्ला)は、ネパール西端のスドゥパシュチム州の郡。
郡都はチャインプル。
2021年11月11日の人口は18万9097人。
面積は3422km2。
かつて、二二諸国のバジャーン王国が栄えた。